# Domingo Perurena
Domingo Perurena Telletxea (født 15. december 1943, død 8. juni 2023) var en spansk professionel landevejscykelrytter. Han er mest berømt for at have vundet den prikkede bjergtrøje i Tour de France 1974. Han sluttede også på andenpladsen sammenlagt i Vuelta a España 1975 og vandt tilsammen 12 etaper i det løb.